# 아라타마촌
아라타마촌(麁玉村)은 시즈오카현 이나사군에 존재했던 촌이다.. 현재의 하마마쓰시 하마나구에 해당한다.

## 역사
- 1889년 4월 1일 - 정촌제 시행에 의해 이나사군 아라타마촌이 성립하였다.
- 1896년 4월 1일 - 아라타마군이 이나사군으로 편입되어 이나사군 아라타마촌이 되었다.
- 1956년 4월 1일 - 하마나군, 하마나정, 아카사촌, 나카제촌, 기타하마촌과 합병해 하마키타정이 성립하여, 동일 아라타마촌은 폐지되었다.

## 교통

### 철도
- 일본국유철도
  - 후타마타선 (현 덴류하마나코 철도 덴류하마나코선

- 세이엔 철도
  - 세이엔 철도선 (1937년 폐선)

## 참고문헌
- 角川日本歴史大辞典22静岡県
- 『市町村名変遷辞典』東京堂出版、1990年。